# 梅茜·葛蕾
娜塔莉·蕾妮·麥金太爾（Natalie Renée McIntyre，1967年9月6日—），以她的艺名梅茜·葛蕾（Macy Gray）着称，是美国R&B和灵魂樂歌手兼演员。她以其独特的沙哑嗓音和深受比莉·哈樂黛影响的歌唱风格而闻名。 
她已经发行了十张录音室专辑，并获得了五项葛萊美獎提名，並贏得一项。她出现在多部电影中，包括训练日、蜘蛛侠、驚聲尖笑3 、Lackawanna Blues、Idlewild、For Colored Girls和The Paperboy。 格蕾以她的国际热门单曲“I Try”而闻名，该单曲取自她的多白金首张专辑On How Life Is 。 